# Eric Wareheim
Eric Alexander Wareheim (Audubon, 7 aprile 1976) è un comico, attore, sceneggiatore, regista e musicista statunitense.
È noto soprattutto per essere un membro del duo comico Tim & Eric, insieme a Tim Heidecker. Inoltre ha avuto un ruolo ricorrente nella serie televisiva Master of None di Netflix.

## Carriera
Nel 2015, partecipa come attore nella serie tv americana Master of None con il ruolo di Arnold.

## Filmografia

### Attore

#### Cinema
- Let's Go to Prison - Un principiante in prigione (Let's Go to Prison), regia di Bob Odenkirk (2006).
- Adventures of Power, regia di Ari Gold (2008)
- Tim and Eric's Billion Dollar Movie, regia di Tim Heidecker e Eric Wareheim (2012)
- The Comedy, regia di Rick Alverson (2012)
- Wrong Cops, regia di Mr. Oizo (2013)
- Réalité, regia di Quentin Dupieux (2014)

#### Televisione
- Clark and Michael - serie TV, 1 episodio (2007)
- Tim and Eric Nite Live! - serie TV, 12 episodi (2007-2008)
- Tim and Eric Awesome Show, Great Job! - serie TV, 52 episodi (2007-2017)
- A Vodka Movie - miniserie TV, 3 puntate (2008)
- Young Person's Guide to History - serie TV, 1 episodio (2008)
- Talkshow with Spike Feresten - serie TV, 1 episodio (2009)
- Morning Prayer with Skott and Behr - serie TV (2010)
- Funny or Die Presents - serie TV, 6 episodi (2010-2011)
- Check It Out! with Dr. Steve Brule - serie TV, 5 episodi (2010-2014)
- Jon Benjamin Has a Van - serie TV, 1 episodio (2011)
- The Office - serie TV, 2 episodi (2013)
- Dr. Wareheim - serie TV, 4 episodi (2013)
- Tim & Eric's Bedtime Stories - serie TV, 14 episodi (2013-2017)
- Community - serie TV, 1 episodio (2014)
- The Birthday Boys - serie TV, 1 episodio (2014)
- Master of None - serie TV, 14 episodi (2015-2017)
- Scum - serie TV, 6 episodi (2019)
- Beef House - serie TV, 6 episodi (2020)

### Doppiatore
- Aqua Teen Hunger Force - serie animata, 1 episodio (2004)
- Tom Goes to the Mayor - serie animata, 30 episodi (2004-2006)
- I Simpson (The Simpsons) - serie animata, 1 episodio (2011)
- Bob's Burgers - serie animata, 2 episodi (2011-2022)

## Doppiatori italiani
Nelle versioni in italiano dei suoi lavori, Eric Wareheim è stato doppiato da:
- Stefano Alessandroni in Master of None